# Granulocyty

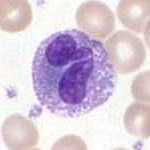
Granulocyt kwasochłonny (obraz w mikroskopie świetlnym)

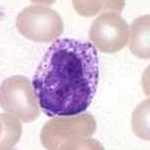
Granulocyt zasadochłonny (obraz w mikroskopie świetlnym)

Granulocyty (PMN lub PML – ang. polymorphonuclear leukocytes, polimorfojądrowe leukocyty) – rodzaj leukocytów, które w cytoplazmie zawierają liczne ziarnistości oraz posiadają podzielone na segmenty (segmentowane) jądro komórkowe. 
W zależności od pochłaniania określonych barwników wyróżnia się trzy rodzaje granulocytów:
- neutrofile, czyli granulocyty obojętnochłonne
- eozynofile, czyli granulocyty kwasochłonne
- bazofile, czyli granulocyty zasadochłonne

Pochłanianie barwników o określonej kwasowości lub zasadowości jest cechą różnicującą te komórki nie tylko morfologicznie, ale także funkcjonalnie, dlatego każda z subpopulacji granulocytów pełni także określone, odmienne od pozostałych, funkcje w odpowiedzi immunologicznej organizmu.
Ich liczba w rozmazie krwi przed 4. dniem życia i po 4. roku życia powinna przewyższać liczbę limfocytów. Zwiększenie liczby granulocytów obojętnochłonnych we krwi i w tkance świadczy zwykle o infekcji bakteryjnej, zwłaszcza jeśli wzrasta liczba białych krwinek pałeczkowatych (powyżej 5%).
Granulocyty obojętnochłonne, a w nieco mniejszym stopniu kwasochłonne, zdolne są do fagocytozy i z tego względu bywają nazywane mikrofagami (w odróżnieniu od makrofagów).
Prawidłowy skład procentowy w rozmazie krwi obwodowej:
- granulocyty obojętnochłonne pałeczkowate 3-5%
- granulocyty obojętnochłonne segmentowane 57-65%
- granulocyty kwasochłonne 2-4%
- granulocyty zasadochłonne 0-1%

Przeczytaj ostrzeżenie dotyczące informacji medycznych i pokrewnych zamieszczonych w Wikipedii.